# 페드루 산타나 로페스

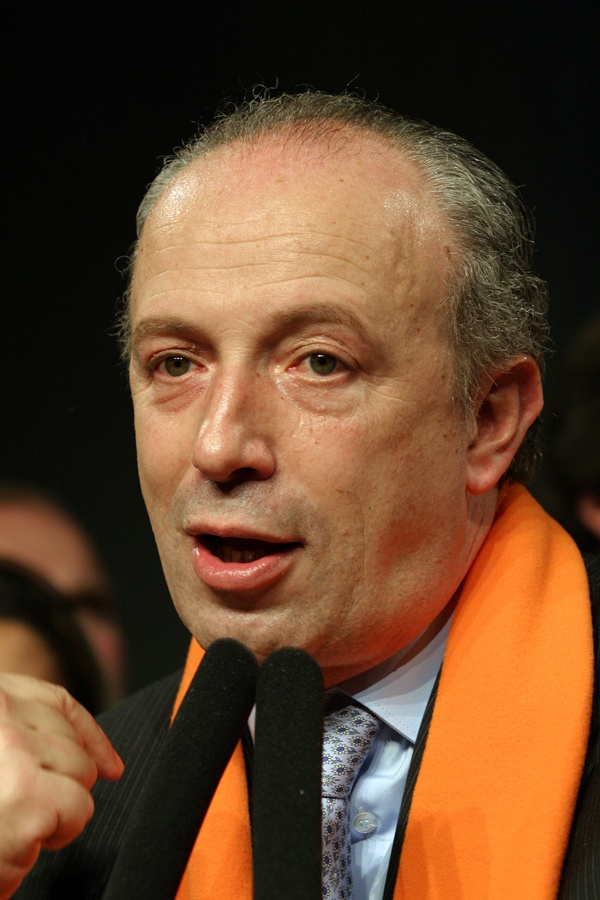
페드루 산타나 로페스

페드루 산타나 로페스(포르투갈어: Pedro Santana Lopes, 1956년 6월 29일 리스본 ~ )는 포르투갈의 정치인이다. 소속 정당은 사회민주당이다.

## 생애
리스본 대학교 법학과 출신이며 1976년 사회민주당에 입당했다. 1995년 6월 2일부터 1996년 4월 11일까지 리스본을 연고로 하는 축구 클럽인 스포르팅 CP의 회장을 역임했다.
2002년 1월 23일부터 2004년 7월 17일까지, 2005년 3월 14일부터 2005년 10월 28일까지 리스본 시장을 역임했으며 2004년 7월 17일부터 2005년 3월 12일까지 포르투갈의 총리를 역임했다.

## 같이 보기
- 사회민주당 (포르투갈)